# Подлипоглав
Подлипоглав (словен. Podlipoglav) — поселення в общині Любляна, Осреднєсловенський регіон, Словенія. Висота над рівнем моря: 301,6 м.